# Irish Wish
Irish Wish is een Amerikaanse romantische komedie uit 2024 onder regie van Janeen Damian. De film werd op 15 maart 2024 uitgebracht op de streamingwebsite Netflix.

## Verhaal
Maddie Kelly is al een jaar lang stiekem verliefd op Paul Kennedy, de auteur wiens werk zij gedurende het afgelopen jaar heeft bewerkt en wiens schrijfstijl en plotkeuzes zij aanzienlijk heeft verbeterd. Maddie is van plan om hem over haar gevoelens wil vertellen, maar Paul wordt verliefd op Maddie's vriendin Emma.
Drie maanden later vliegen de drie jeugdvrienden met Paul naar zijn huis in Ierland zodat hij en Emma kunnen trouwen. Maddie zet haar gevoelens opzij om samen met Heather bruidsmeisje te zijn. Bij de bagageafhandeling krijgt Maddie ruzie met de Engelsman James Thomas over zijn tas, omdat die identiek is aan die van haar. Ze loopt enige vertraging op bij de balie voor verloren bagage en dringt erop aan dat de rest zonder haar vertrekt.
Niet veel later komt Maddie een wensbank tegen, en er verschijnt een fee aan wie ze haar wens uit om met Paul te trouwen. Na een sterke windvlaag valt Maddie achterover en wordt wakker als de aanstaande bruid van Paul. Nu haar droom lijkt uit te komen, begint ze te twijfelen. Eerst mislukt een fietstocht die Paul haar voorstelt omdat ze niet zo handig is, dus neemt Emma haar plaats in. Vervolgens wordt van Maddie verwacht dat ze een erfstuk bruidsjurk draagt in plaats van degene die ze heeft meegebracht.
In de dagen die volgen ontstaat er een romance tussen Maddie en James, de fotograaf. Maddie realiseert zich dat ze meer voelt voor James dan voor Paul. Op de dag van de bruiloft bekent ze haar gevoelens voor James en herroept ze haar wens om met Paul te trouwen, waarna ze een nieuw begin maakt met James.

## Rolverdeling
- Lindsay Lohan als Madeline "Maddie" Kelly
- Ed Speleers als James Thomas
- Alexander Vlahos als Paul Kennedy
- Ayesha Curry als Heather
- Elizabeth Tan als Emma Taylor
- Jacinta Mulcahy als Olivia Kennedy
- Jane Seymour als Rosemary Kelly
- Matty McCabe als Kory Kennedy
- Dawn Bradfield als Saint Brigid
- Maurice Byrne als Sean Kennedy

## Productie
Lohan verscheen in 2022 in de Netflix-film Falling for Christmas; vanwege het succes van die film op de streamingwebsite, werd Lohan een filmdeal van twee films met Netflix aangeboden. Irish Wish is de eerste van de twee films als onderdeel van deze deal.

## Ontvangst
De film kreeg matige reacties van de pers, maar werd een succes voor Netflix: "Na de release is de titel omhoog geschoten in de wereldwijde kijklijsten en kwam deze in de meeste landen meteen binnen op de eerste plaats van best bekeken films op Netflix, is momenteel nog steeds in op die plek of in ieder geval in de top drie te vinden, en was vorige week al ruim 25 miljoen keer bekeken, waarmee het Damsel van de troon stoot.".
Recensent van de BNNVARA had slechts één uit vijf sterren over voor de film: "Irish Wish is een uiterst domme film. Op zich geen probleem, maar dit soort films zijn alleen de moeite waard als ze zonder pretentie worden gebracht; als ze zichzelf niet serieus nemen. En dat is helaas niet het geval. Sowieso is het hoog tijd dat Lohan weer eens in een serieuze, dramatische rol wordt gecast. Acteren kan ze, als de omstandigheden juist zijn, zonder twijfel. Zie bijvoorbeeld A Prairie Home Companion (2006): de zwanenzang van Robert Altman, waarin Lohan schitterde naast Meryl Streep. Dát soort films moet Lohan maken, niet dit soort uitgekauwde drek."